# Chiesa di San Michele in Africisco
La chiesa di San Michele in Africisco  è una basilica di Ravenna, oggi sconsacrata, sita in piazza Andrea Costa, non lontano dalla cattedrale ariana e dal battistero ad essa relativo. Originariamente la zona era caratterizzata dalla confluenza del Padenna e del flumisellum Padennae, ovvero del principale fiume che attraversava la città e di un suo affluente. Oggi entrambi sono stati sostituiti da strade.

## Storia

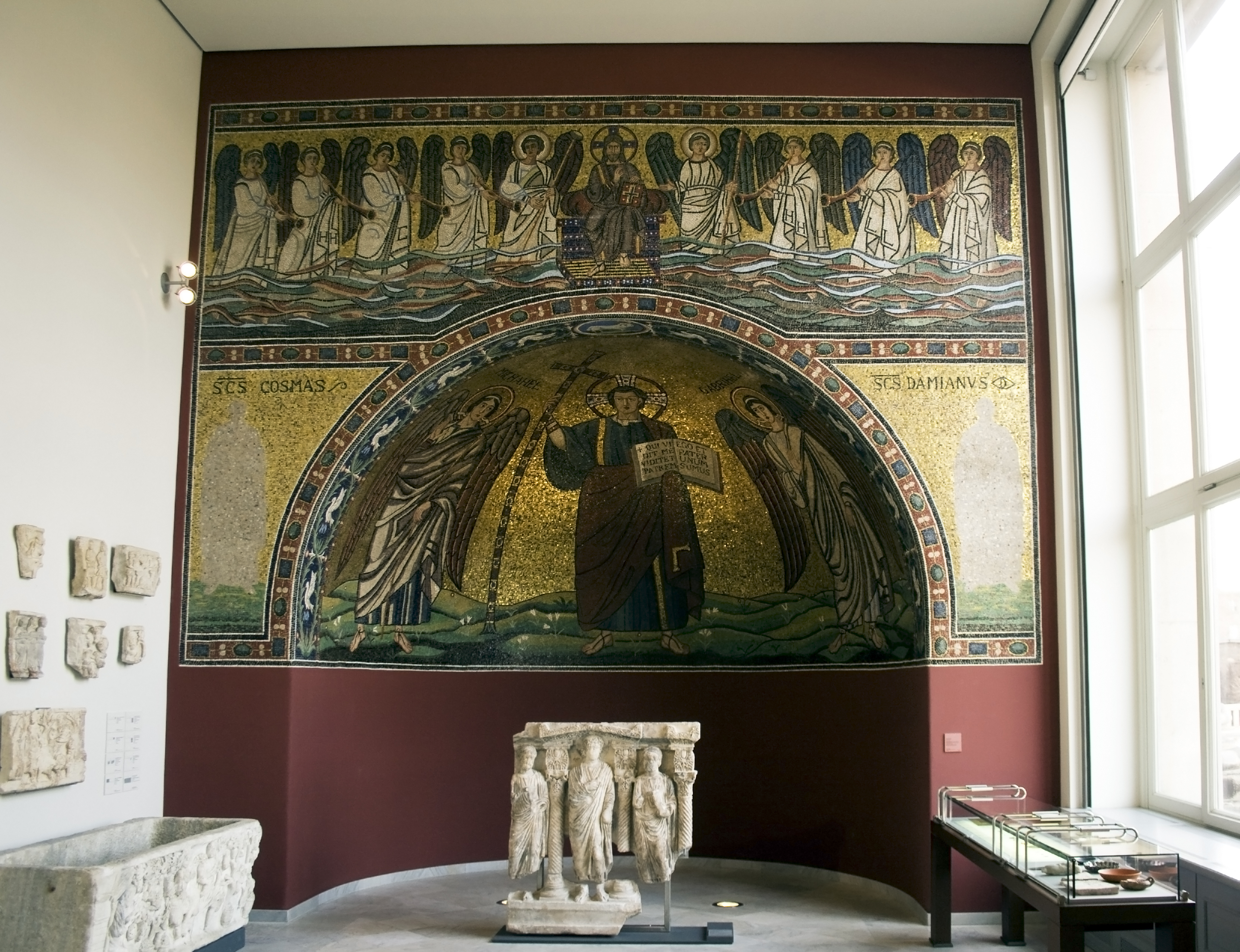
Il mosaico dell'abside al Bode Museum di Berlino.

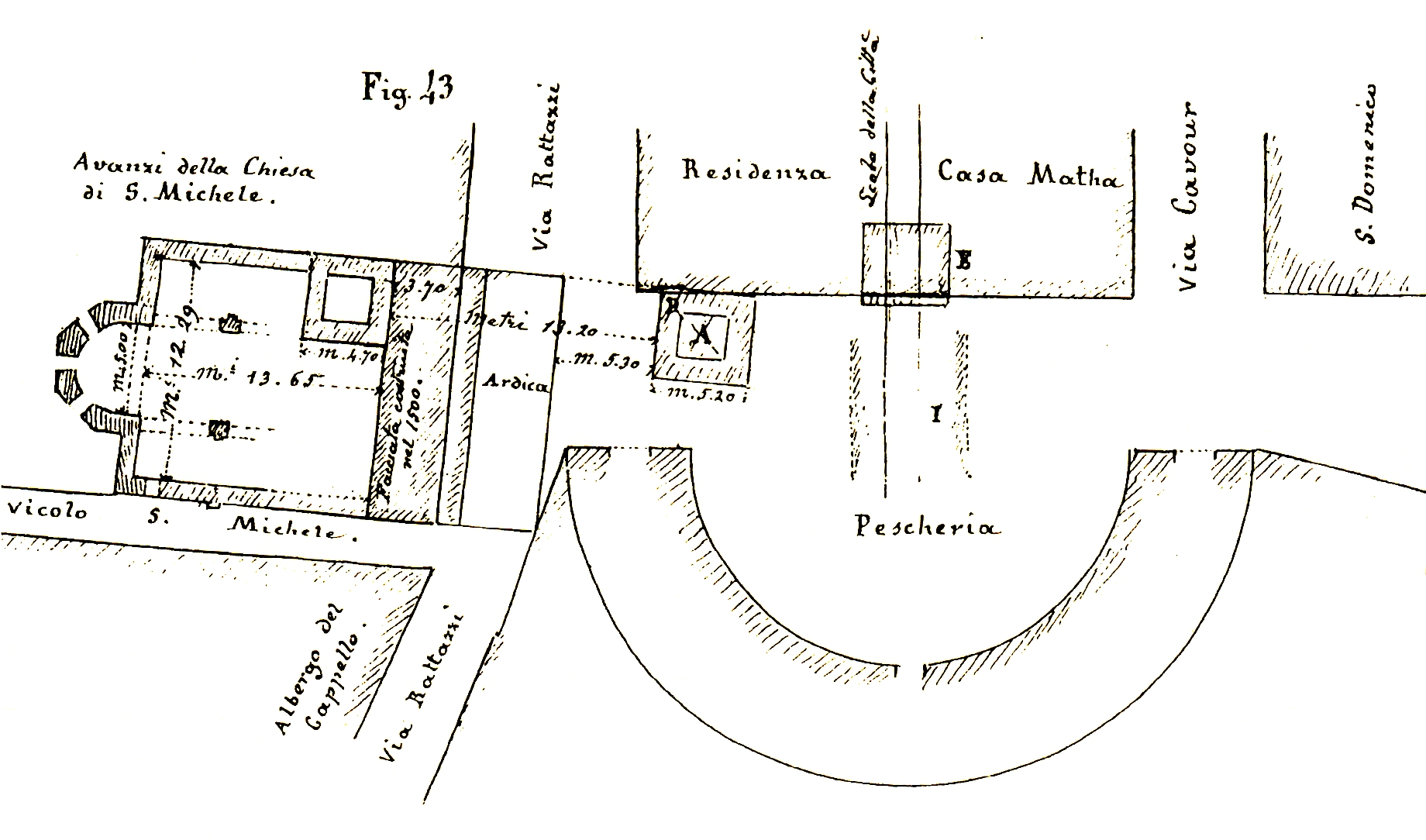
Pianta della chiesa ricavata durante degli scavi nel 1901.

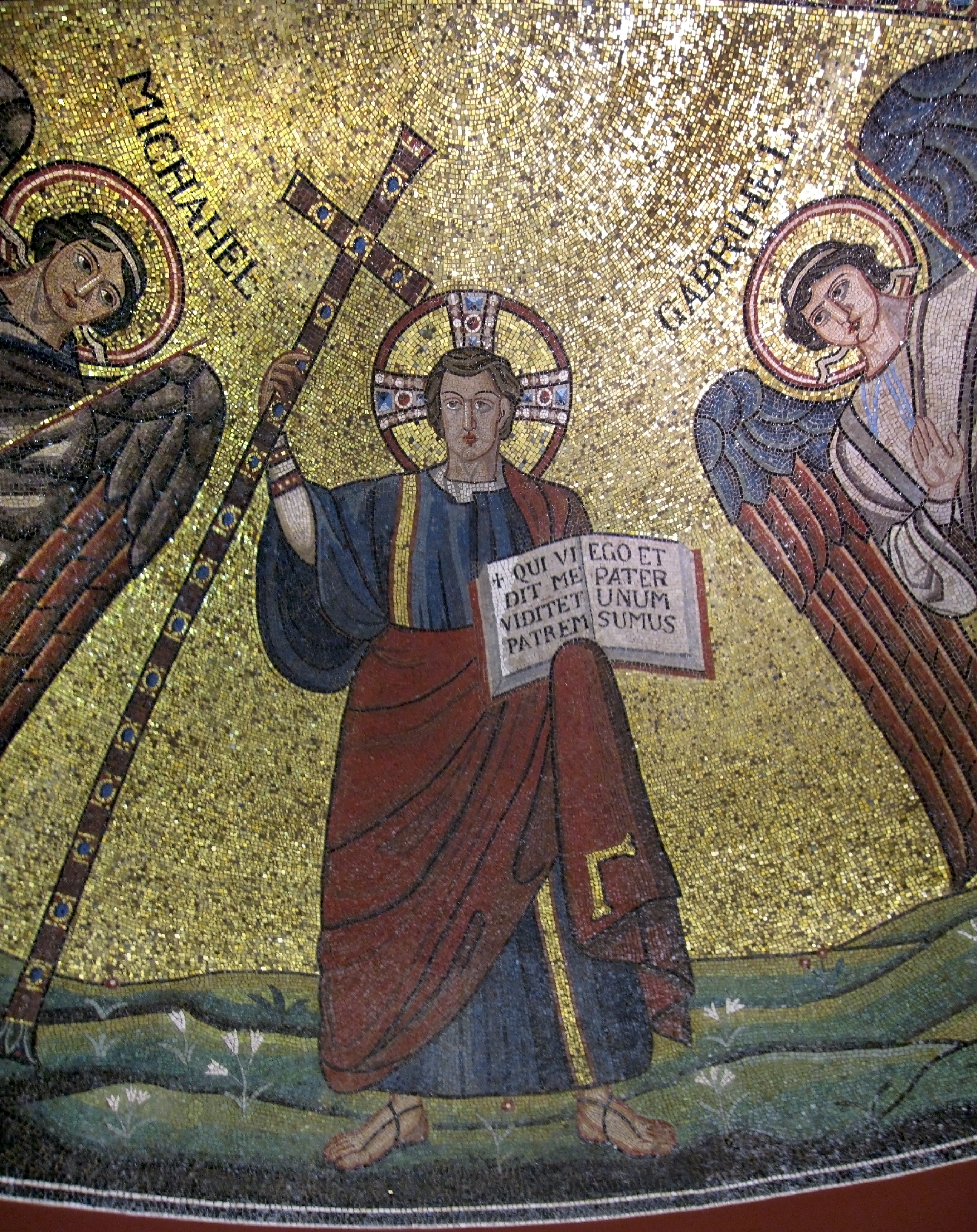
Particolare del mosaico absidale con la figura di Cristo.

La piccola basilica risale al VI secolo. Secondo quanto riportato nell'iscrizione che si trovava nell'abside, fu finanziata (come del resto avvenne per le basiliche di San Vitale e Sant'Apollinare in Classe) dal ricco banchiere e funzionario orientale Giuliano Argentario e da un suo genero, di nome Bacauda, come voto all'arcangelo Michele. Fu dedicata il 7 maggio 545 dal vescovo Vittore e consacrata dall'arcivescovo Massimiano nel 547.
Etimologicamente, il termine "Africisco" parrebbe in relazione con la Frigia, regione dell'Asia Minore; localmente indicava il quartiere nel quale sorgeva la chiesa.
Originariamente a tre navate divise da pilastri, secondo una tipologia di matrice greco-costantinopolitana che trova confronti più immediati in Istria, la basilica è stata trasformata più volte nel corso dei secoli: Nel 1215 fu oggetto di restauri. Fra XV e XVI sec. furono aggiunti la facciata e il campanile. Nuovi restauri si tennero tra il XVI e il XVII secolo.
Era dotata di un'antica meridiana su cui si regolavano tutti gli orologi della città di Ravenna. Nel campanile, una lastra in terracotta raffigurante una deposizione ricorda il luogo ove i morti sostavano prima dell'inumazione.
La chiesa, già in precarie condizioni, fu definitivamente sconsacrata nel 1805 a seguito delle requisizioni napoleoniche e nel 1812 venne venduta per soli 80 scudi ad un certo Andrea Cicognani, che ne riadattò la navata sinistra per farne delle pescherie per l'antistante mercato. Secondo un documento del 1820, a quella data l'edificio era stato ceduto ad un altro privato, Giuseppe Buffa, il quale - mantenendo la pescheria - aveva adattato l'abside a deposito di legna, proteggendo il mosaico con un muro. Nel 1824 Buffa chiese alle autorità cittadine il permesso di abbattere il campanile "già di per se stesso inutile", permesso che fu fortunatamente rifiutato.
In quegli anni l'assessore di Federico Guglielmo IV di Prussia Nicolaus von Minutoli, in visita a Ravenna, fece una riproduzione del mosaico absidale. Il re tedesco ordinò l'acquisto del mosaico, avvenuto tra il 1842 e il 1843 per 200 scudi dopo aver ottenuto da papa Gregorio XVI l'autorizzazione per lo spostamento a Berlino. Alessandro Cappi, segretario dell'Accademia di Belle Arti di Ravenna, si oppose rifiutandosi di collaborare alla rimozione della decorazione musiva. La direzione dei lavori fu allora affidata ad un antiquario veneziano, Vincenzo Pajaro, che incaricò il mosaicista suo concittadino Liborio Salandri del distacco, avvenuto nel dicembre 1844.
I lacerti vennero depositati in diverse ceste presso la residenza di Pajaro a palazzo Sanudo, a Venezia, che subì un bombardamento durante l'assedio austriaco del 1849, con conseguente danneggiamento del mosaico. Morto Salandri, il restauro dell'opera fu affidato a Giovanni Moro che lo eseguì tra il 1850 e il 1851 e lo fece spedire a Berlino diviso in quattro casse. Per accontentare Federico Guglielmo di Prussia, Moro rifece diverse parti del mosaico. Dei frammenti originali rimasti salvò alcune parti e le rivendette.
A Berlino, morto Federico Guglielmo IV nel 1861, il mosaico fu lasciato a lungo nei depositi. Finalmente montato - con numerose integrazioni - nel 1904 in una delle sale di quello che attualmente è il Bode Museum, subì altri gravi danneggiamenti durante la seconda guerra mondiale, rendendo necessari nuovi restauri, effettuati tra il 1950 e il 1951.
Degli altri elementi decorativi è rimasto ben poco. Il mosaico pavimentale a motivi geometrici, riscoperto nel 1930, una transenna e due capitelli sono conservati attualmente al Museo nazionale di Ravenna; mentre altri frammenti si trovano al Museo di Torcello, al Victoria & Albert Museum di Londra e a San Pietroburgo.
L'antica chiesa di S. Michele è ora la sede di un negozio di abbigliamento. Restano visibili il campanile e la struttura dell'abside originale costruito con i mattoni rossi, lunghi e sottili, tipici delle costruzioni giustinianee detti "giulianei", cioè del periodo di Giuliano Argentario.

## Il mosaico
L'edificio era decorato al suo interno da mosaici parietali e pavimentali, tra cui spiccava quello posto nel catino absidale, dove campeggiano le tre figure solenni degli arcangeli Michele e Gabriele con al centro un Cristo imberbe stante, col nimbo crucesignato, che regge una croce astile gemmata e un codex aperto nel quale si legge (nella pagina sinistra): Qui vidit me, vidit et patrem e, nella pagina destra, Ego et Pater unum sumus. Nell'arco trionfale l'iconografia si ripete, con un Cristo barbato e benedicente, con il nimbo crucesignato, vestito di tunica e pallio, seduto su un trono gemmato con suppedaneo, recante un codex chiuso nella mano sinistra. È affiancato dagli arcangeli e dai sette angeli dell'Apocalisse. Ai lati si trovavano i santi Cosma e Damiano, mentre l'intradosso dell'arco è decorato con motivi vegetali e colombe. Al centro è raffigurato l'Agnello entro un medaglione.

## Galleria d'immagini

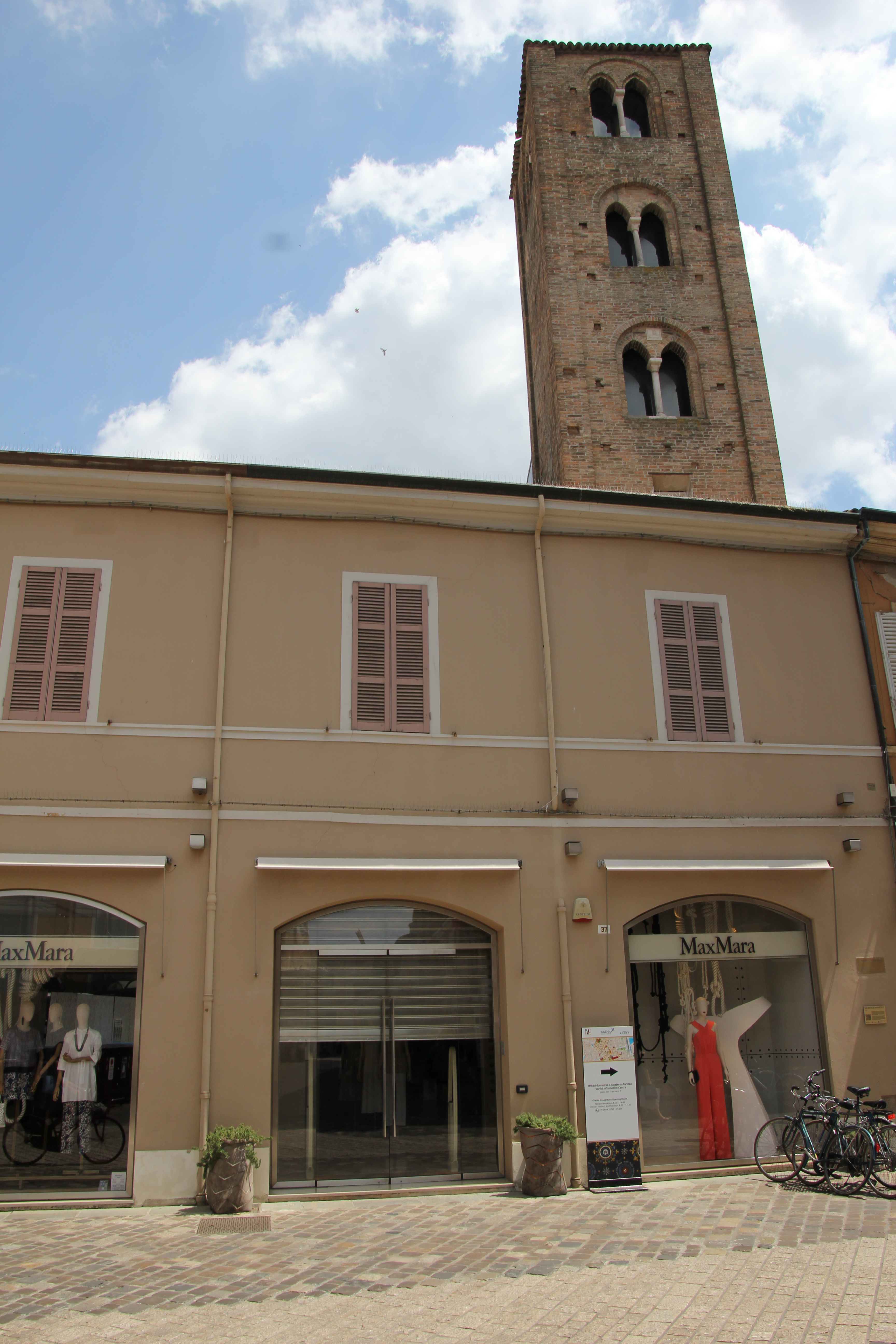
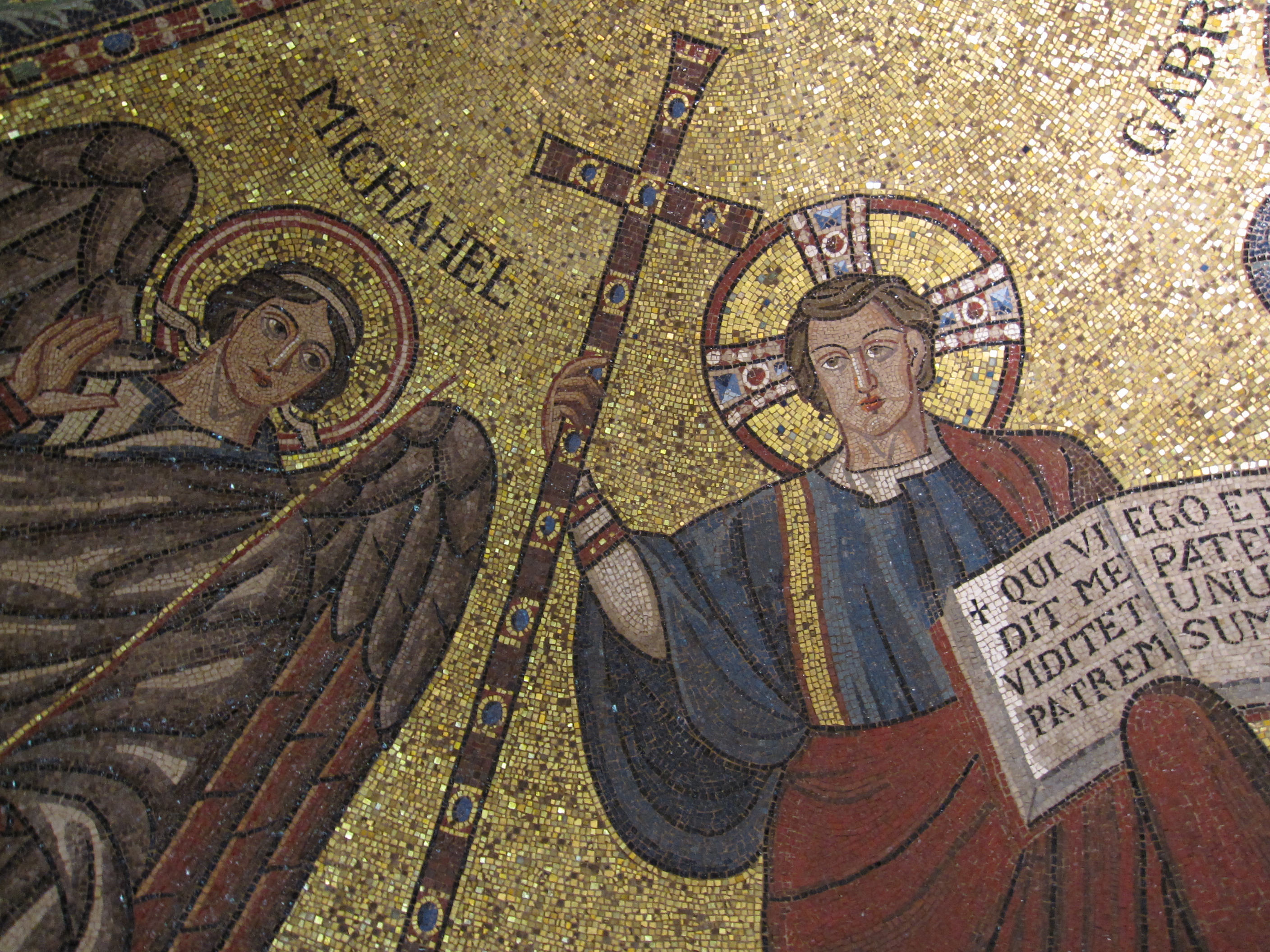
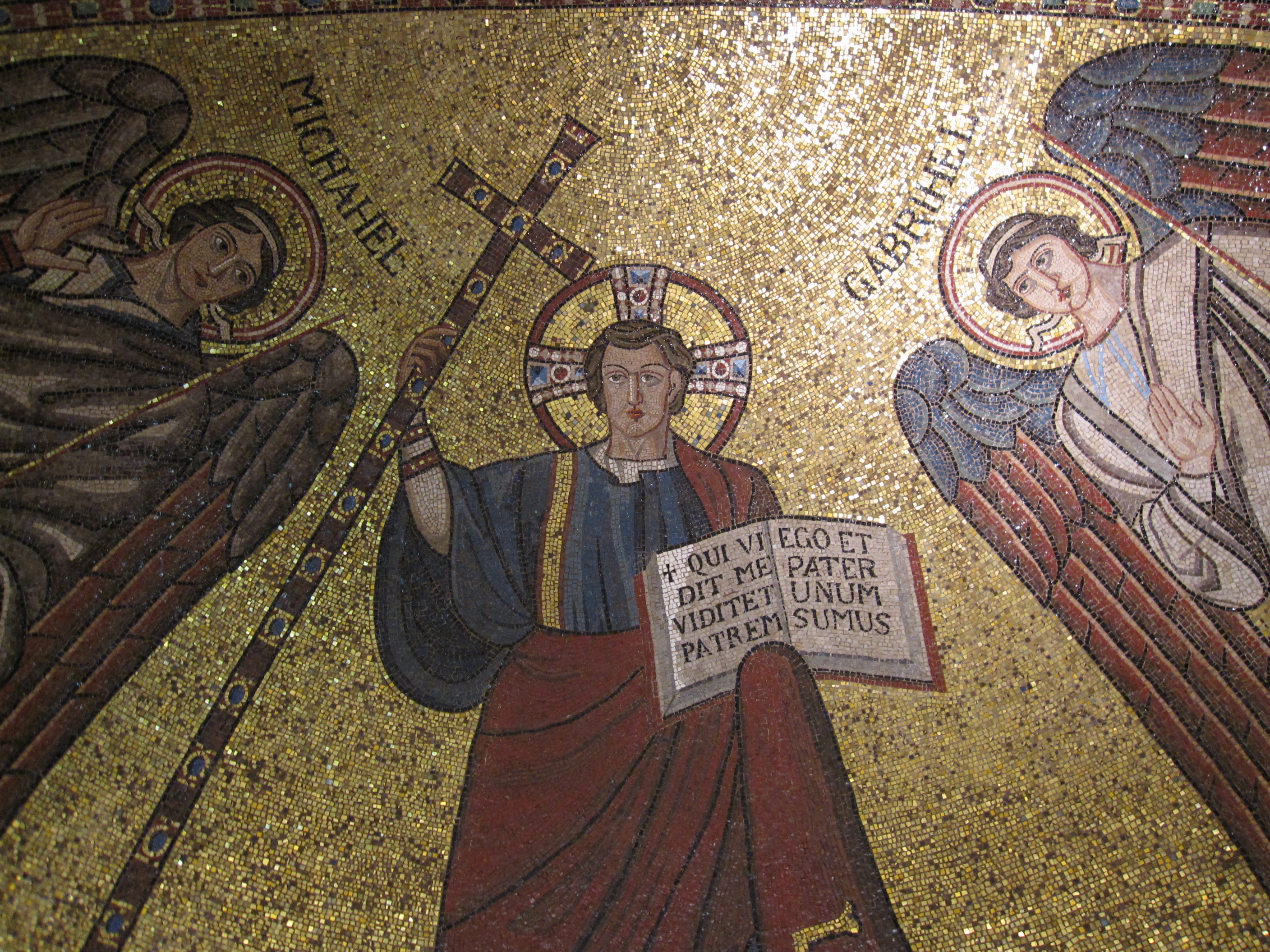
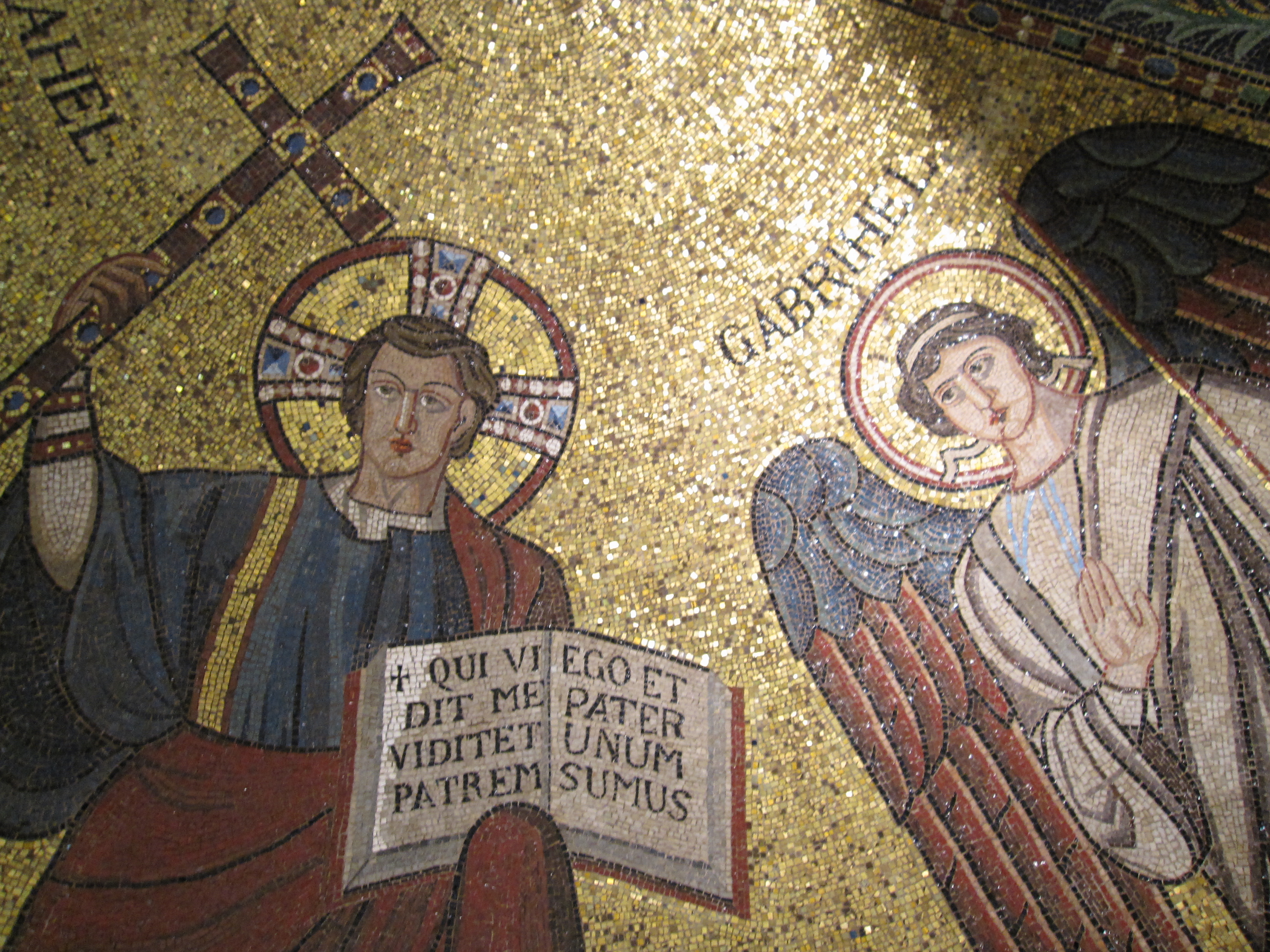